# Эггиманн, Марио
Ма́рио Э́ггиманн (нем. Mario Eggimann; 24 января 1981, Бругг) — швейцарский футболист, защитник.

## Карьера

### Клубная
Эггиман — воспитанник детских команд «Кюттигена» и «Арау». В 1998 году в «Арау» и началась профессиональная карьера Марио. В швейцарском чемпионате он провёл 4 сезона, в которых сыграл 41 матч.
В 2002 году Эггиманн перешёл в клуб второй немецкой Бундеслиги «Карлсруэ», в котором швейцарец стал значимым игроком основы. В сезоне 2006/07 он был избран капитаном команды, в том же сезоне «Карлсруэ» оформил выход в элитный дивизион.
Отыграв ещё один сезон в «Карлсруэ», в 2008 году Марио за 1 млн 400 тыс. евро перешёл в «Ганновер 96», подписав контракт до 2013 года.
20 мая 2013 года Эггиман перешёл в «Унион», подписав контракт до 2015 года с возможностью продления ещё на один год.

### Международная
Эггиманн был капитаном молодёжной сборной Швейцарии. Во взрослой команде он дебютировал 7 сентября 2007 года, заменив Йоана Джуру в матче с командой Чили (2:1).
Защитник был близок к тому, чтобы поехать на домашний для швейцарцев чемпионат Европы 2008 года, но Якоб Кун не включил его в окончательную заявку. На следующий крупный международный турнир — чемпионат мира 2010 года — Эггиман был приглашён.